# Rekecsin
Rekecsin (románul: Răcăciuni) falu Romániában, Moldvában, Bákó megyében. Közigazgatásilag még öt másik falu tartozik hozzá: Csík (Ciucani), Dózsaújfalu (Gheorghe Doja), Gîșteni, Külsőrekecsin (Fundu Răcăciuni) és Răstoaca.

## Fekvése
A Szeret völgyében, a DN2-es főút mentén, Bákótól 27 km-re délre fekvő település.

## Népesség
A 2002-es népszámlálási adatok szerint 7969 lakosából 7727 fő románnak, 51 magyarnak, 50 pedig cigánynak vallotta magát.

## Nevezetességek
- Reketyini-tó, egy mesterséges víztározó a Szeret folyón
- Fatemploma a 18. században épült Szent Mihály és Gábor arkangyalok tiszteletére.